# Panaxia bithynica
Panaxia bithynica là một loài bướm đêm thuộc phân họ Arctiinae, họ Erebidae.